# Diocesi di Onufi
La diocesi di Onufi (in latino Dioecesis Onuphitana) è una sede soppressa del patriarcato di Alessandria e una sede titolare della Chiesa cattolica.

## Storia
Onufi, identificabile con Manūf al-'Ulīyā, è un'antica sede episcopale della provincia romana dell'Egitto Primo nella diocesi civile d'Egitto, ed era suffraganea del patriarcato di Alessandria.
Il primo vescovo conosciuto di quest'antica diocesi egiziana fu Adelfio, strenuo sostenitore di Atanasio di Alessandria e dell'ortodossia cristiana, documentato in diverse occasioni nella seconda metà del IV secolo: subì l'esilio nel 356 a Psinabla, nella Tebaide, a causa della persecuzione di Giorgio, arcivescovo ariano di Alessandria; nel 362 sottoscrisse il Tomus ad Antiochenos, scritto da Atanasio, nel quale si esprimeva la fede ortodossa della Chiesa alessandrina; nel 370/371 fu destinatario di una lettera di Atanasio, al quale aveva chiesto alcuni chiarimenti sulla vera fede; nel 375 subì un secondo esilio ad opera di Lucio, usurpatore ariano della sede alessandrina.
Anche il secondo vescovo noto di Onufi si chiamava Adelfio e partecipò al concilio di Efeso del 431, nel quale prese le difese del proprio patriarca Cirillo di Alessandria.
Il sinassario della Chiesa copta celebra, alla data del 21 maggio, Adelfio di Panuf, da identificare con uno dei due vescovi omonimi di questa diocesi.
Un ultimo vescovo, Timoteo, è documentato nel 700 circa.
Dal 1933 Onufi è annoverata tra le sedi vescovili titolari della Chiesa cattolica; la sede è vacante dal 15 novembre 1966.

## Cronotassi

### Vescovi residenti
- Adelfio I † (prima del 356 - dopo il 375)
- Adelfio II † (menzionato nel 431)
- Tolomeo † (menzionato nel 700)

### Vescovi titolari
- Jean-Baptiste Boivin, S.M.A. † (15 marzo 1939 - 14 settembre 1955 nominato arcivescovo di Abidjan)
- Francis John Doyle, M.S.C. † (11 novembre 1956 - 15 novembre 1966 nominato vescovo di Sideia)